# Andrène des aubépines
Andrena crataegi
Espèce
L'Andrène des aubépines (Andrena crataegi) est une espèce d'andrènes de la famille des Andrenidae,. Cette espèce est présente en Amérique du Nord,,.